# Napad na Kapitol (2021)
5. in 6. januarja 2021 so se v Washingtonu zbrali podporniki ameriškega predsednika Donalda Trumpa, da bi protestirali proti rezultatom predsedniških volitev leta 2020 in podprli Trumpovo zahtevo, naj podpredsednik Mike Pence in Kongres zavrneta zmago izvoljenega bodočega predsednika Joeja Bidna. 6. januarja zjutraj (EST) so se protestniki zbrali na shodu »Save America« (Rešimo Ameriko), načrtovanem dogodku na Elipsi, in poslušali govore predsednika Trumpa, Donalda Trumpa mlajšega in Rudyja Giulianija. Demonstracije so se končale z nemiri, v katerih so Trumpovi pristaši vdrli v ameriški Kapitol in ga zasedli. Dogodek se je zgodil po številnih spodletelih predhodnih poskusih Trumpa in njegovih pristašev za razveljavitev volilnih rezultatov.
Trump je ob začetku shoda svoje podpornike spodbudil, naj se »borijo kot hudič« in »vzamejo našo državo nazaj«, ter jih pozval, naj se odpravijo na ameriški Kapitol. Pozneje se je Trumpa podpirajoča množica odpravila proti Kongresu in na koncu vdrla v stavbo. Takrat je zasedal kongres, ki je prešteval glasove volilnega kolegija in razpravljal o rezultatih glasovanja. Ob prihodu protestnikov so varnostniki Kapitola evakuirali senat in predstavniški dom ter zaprli več drugih stavb na območju. Demonstranti so prebili varovani vstop na Kapitol in zasedli evakuirano dvorano senata, stražarji pa so s pištolami preprečevali vstop v evakuirano nadstropje predstavniškega doma. Evakuirali so več stavb v kompleksu Kapitola, vse stavbe v kompleksu pa so pozneje zaklenili.
Uslužbenci organov pregona so med prerivanjem pred dvorano predstavniškega doma ustrelili protestnico Ashli Babbitt, ki je pozneje zaradi poškodb umrla; trije drugi protestniki so čez dan umrli zaradi nujnih zdravstvenih stanj. Poročali so, da so našli tri improvizirane eksplozivne naprave: eno na območju Kapitola in po eno v pisarnah Republikanskega nacionalnega odbora in Demokratskega nacionalnega odbora.
Trump se je na zasedbo odzval tako, da je protestnikom dejal, naj »gredo v miru domov«, jih označil za »velike domoljube« in »izjemne«, jim izrazil svojo »ljubezen« in zasedbo pripisal ukradenim volitvam. Twitter je zato začasno zaklenil njegov račun in zaradi kršitev pravila o državljanski integriteti izbrisal tri njegove tvite.
Poročevalci so izgred in zasedbo Kapitola opisali kot vstajo, upor in domači terorizem. Nekateri viri so to dejanje označili za Trumpov poskus državnega udara. To je bila prva zasedba Kapitola po britanskem požigu Washingtona leta 1814 med vojno leta 1812.